# Tusan
Tusan fou una població de l'oasi de Merv.
Només destaca perquè el 7477/748 a l'inici de la revolució abbàssida, el governador omeia del Khurasan, Nasr ibn Sayyar, amenaçat per Abu-Múslim, va designar al seu amir principal Abu-dh-Dhayyal a Tusan i aquest es va comportar de manera cruel; llavors Abu-Múslim hi va enviar un contingent que el va derrotar en la batalla de Tusan.